# Peatîhatkî, Bratske
Peatîhatkî (în ucraineană П'ятихатки) este un sat în comuna Kameano-Kostuvate din raionul Bratske, regiunea Mîkolaiiv, Ucraina.

## Demografie
Componența lingvistică a localității Peatîhatkî
     Ucraineană (80,77%)
     Rusă (19,23%)
Conform recensământului din 2001, majoritatea populației localității Peatîhatkî era vorbitoare de ucraineană (80,77%), existând în minoritate și vorbitori de rusă (19,23%).